# یواس‌اس پرل (اس‌پی-۱۲۱۹)
یواس‌اس پرل (اس‌پی-۱۲۱۹) (به انگلیسی: USS Pearl (SP-1219)) یک کشتی بود که طول آن ۴۵ فوت (۱۴ متر) بود. این کشتی در سال ۱۹۱۲ ساخته شد.